# Buccinulum pertinax
Buccinulum pertinax är en snäckart. Buccinulum pertinax ingår i släktet Buccinulum och familjen valthornssnäckor.

## Underarter
Arten delas in i följande underarter:
- B. p. finlayi
- B. p. pertinax